# Wangying, Jiangsu
Wangying (kinesiska: 王营) är ett stadsdelsdistrikt i Kina. Den ligger i Huaiyin i provinsen Jiangsu, i den östra delen av landet, omkring 130 kilometer nordost om provinshuvudstaden Nanjing. Antalet invånare är 207 038. Befolkningen består av 105 951 kvinnor och 101 087 män. Barn under 15 år utgör 15,0 %, vuxna 15-64 år 78 %, och äldre över 65 år 6,0 %.
Runt Wangying är det tätbefolkat, med 511 invånare per kvadratkilometer. Wangying är det största samhället i trakten. Trakten runt Wangying består till största delen av jordbruksmark.
Genomsnittlig årsnederbörd är 1 119 millimeter. Den regnigaste månaden är juli, med i genomsnitt 254 mm nederbörd, och den torraste är januari, med 28 mm nederbörd.